# Luisia thailandica
Luisia thailandica är en orkidéart som beskrevs av Gunnar Seidenfaden. Luisia thailandica ingår i släktet Luisia och familjen orkidéer. Inga underarter finns listade i Catalogue of Life.